# Just not Married
Just not Married es una película de drama  nigeriana de 2016 protagonizada por Stan Nze, Rotimi Salami, Roland Obutu, Judith Audu y Brutus Richards. Fue escrita por Lani Aisida y dirigida por Uduak-Obong Patrick. Se rodó en el estado de Lagos.

## Sinopsis
Joyce Nyamma (Perpetua Adefemi), la matriarca de la familia Nyamma tiene una enfermedad terminal y dificultades económicas. A diferencia de Joyce, Duke Nyamma (Stan Nze), su hijo, está emocionado de dar la bienvenida a casa a su hermano, Victor Nyamma (Roland Obutu), que acaba de salir de prisión. Joyce todavía culpa a Víctor, su primer hijo, por abandonar a la familia como el hombre de la casa cuando fue a la cárcel y teme que sea una influencia negativa para Duke por lo cual le advierte que se mantenga alejado de su hijo menor.
Duke se da cuenta de que nunca habrá suficiente dinero para comprar las medicinas que su madre necesita y pagar su matrícula. Decide convertirse en un ladrón de coches y se le ocurre un truco para robar. Pide la ayuda de su amigo del barrio, Lati Asunmo (Rotimi Salami) y la exnovia de Lati, Keji Anuola, (Judith Audu) completa el equipo. La idea es que robarían autos con el pretexto de ser una pareja de recién casados que regresa de su ceremonia de boda en un auto decorado.
Su primer intento es exitoso. Decoran el coche y se ponen sus disfraces. Keji actúa como la novia,  Duke es el novio y Lati el conductor.
Víctor desconoce por completo la nueva vida de su hermano y está luchando por encontrar un trabajo y tratando de recuperar el amor de su madre. Keji y Victor comienzan una relación que se mantiene en silencio.
A medida que pasan los meses, Duke puede comprar los medicamentos de su madre y permanecer en la escuela aunque sus calificaciones se ven afectadas y finalmente abandona los estudios.
El equipo se da cuenta de que su comprador Ekun (Gregory Ojefua) los está engañando y paga una cantidad fija por cada automóvil robado. Quieren más y él no está dispuesto a pagarle. Lati le dice al equipo que se enteró de un nuevo comprador que estaría dispuesto a pagar más. Se encuentran con YJ (Brutus Richard), un exconvicto y excompañero de celda de Victor. Llegan a un acuerdo y comienzan a robar coches para YJ.
Victor finalmente consigue un trabajo como repartidor. Todavía intenta hacer las paces con su madre, pero ella no lo perdona. Trabajando constantemente con Keji, Duke también comienza a sentir algo por ella. 
En una de sus entregas al nuevo comprador, Duke se encuentra con su hermano en la casa de YJ, y es presentado como uno de sus “chicos”. Víctor intenta advertirle que deje la vida delictiva que ha comenzado, pero Duke es testarudo y está decidido a continuar con su "trabajo".
Duke y Keji finalmente tienen una cita. Duke le dice a Keji que quiere dejar de robar coches y empezar algo legítimo. Pero todavía no está listo para dejarlo. Justo cuando está a punto de decirle a Keji lo que siente por ella, Lati llega con la noticia de que su madre ha fallecido. 
Durante una de sus operaciones, Duke ve a ZEB (L.A.S.E) uno de los matones de YJ siguiéndolos. Se enfrenta a YJ por esto y termina recibiendo una paliza. Decide que es hora de cortar lazos con YJ. En su camino a decirle a Keji, se encuentran con Víctor.
Deciden renunciar, pero Lati ha estado administrando mal sus fondos y les ruega que hagan un último trabajo.
YJ, que ha estado espiando a Duke todo el tiempo, intenta robarle el dinero, pero Víctor va en busca de su hermano y tras una pelea termina asesinando a YJ.
Durante el último robo, terminan en una persecución en automóvil con la policía y finalmente intentan huir a pie. Duke llega al hotel donde se ha estado quedando solo para encontrar a su hermano siendo llevado por la policía.

## Elenco
- Stan Nze como Duke
- Rotimi Salami como Lati
- Obutu Roland como Victor
- Judith Audu como Keji
- Perpetua Adefemi como Joyce
- Brutus Richard como YJ
- Ijeoma Grace Agu como Hauwa
- Gregory Ojefua como Ekun
- Sambasa Nzeribe como Bako
- Adedayo Davies como Akanji
- L.A.S.E como Zeb
- Tomiwa Kukoyi como Musa
- Eric Nwanso como Sule
- Adeniyi Johnson como Philip
- Bucci Franklin como Papi
- Seun Afolabi como Rasaki
- Jordan Igbinoba como Chuka
- Oriyomi ‘16’ Oniru como Gowon
- Nneka Pattrick como Ufuoma
- Morten Foght como John Stone
- Chris Biyibi como Patrick
- Vanessa Kanu como Sharon

## Producción y lanzamiento
La fotografía principal comenzó el 23 de agosto de 2015. Se proyectó en el Lagos Yacht Club el 13 de abril de 2016 y se estrenó en el Genesis Deluxe Cinema el 6 de mayo del mismo año. Su estreno en Nigeria fue una semana después, el 13 de mayo de 2016. Distribuida por Metro Classic Pictures en Nigeria y por Cellarmade Nigeria en los mercados extranjeros.
Fue seleccionada para ser proyectada en el Festival Internacional de Cine de Toronto de 2016. El póster de lanzamiento oficial de la película, diseñado por Femi Morakinyo, ha sido puesto a la venta por el sitio web de Art Nigeria.

## Recepción crítica
El sitio web de reseñas de películas cinemaguide le otorgó una calificación de 7/10, comentando: "Just Not Married es una película que demuestra que la popularidad no hace que una película sea excelente. Tenemos los ojos puestos en Judith Audu".

### Premios y reconocimientos
"Just Not Married" fue nominada en los City People Entertainment Awards 2016 en la categoría "Mejor productor de cine del año (inglés)" además de otros premios y nominaciones.
- Ganadora, Mejor Actriz, Festival Internacional de Cine de Abuya 2016[10]
- Ganadora, Mejor película nigeriana, Eko International Film Festival 2016[11]
- Nominado, Mejor Productor, Premios City People Entertainment Awards 2016[12]
- Nominado, Mejor Productor, Premios ZAFAA 2016
- Nominado, Mejor actor principal, Premios ZAFAA 2016
- Nominado, Mejor Director de Fotografía, Premios ZAFAA 2016
- Nominado, Mejor actor principal, Best of Nollywood Awards 2016
- Ganadora, Mejor actriz principal, Best of Nollywood Awards 2016
- Nominado, Mejor Actor de Reparto, Best of Nollywood Awards 2016
- Ganador, Actor más prometedor, Best of Nollywood Awards 2016
- Nominado, Mejor Comedia, Mejor de los Premios Nollywood 2016
- Nominado, Mejor guion, Best of Nollywood Awards 2016
- Nominado, Mejor Montaje, Best of Nollywood Awards 2016
- Nominado, Mejor fotografía, Best of Nollywood Awards 2016
- Nominado, Mejor director, Best of Nollywood Awards 2016[13]
- Ganador, Mejor actor de reparto, Africa Magic Viewers Choice Awards (2017)
- Ganador, Nollywood Viewers Choice Awards, MAYA Awards (2017)
- Festival Internacional de Cine de Toronto 2016, Sección oficial
- Selección oficial, 7 ° Festival de Cine de Jagran 2016
- Selección oficial, Festival Australiano de Cine Africano 2016
- Festival Internacional de Cine de Abuya 2016, Sección Oficial
- Selección oficial, Festival Internacional de Cine de África 2016[14]
- Selección oficial, Eko International Film Festival 2016[15]
- Selección oficial, Festival Internacional de Cine de la Diáspora del Nilo 2016
- Selección oficial, Festival de Cine Panafricano, LA 2017
- Selección oficial, Festival de Cine Africano, Dallas, 2017

|}